# The Walking Dead: Saints & Sinners
The Walking Dead: Saints & Sinners es un juego de terror y supervivencia de disparos en primera persona en realidad virtual para Windows, PlayStation 4, PlayStation 5, Oculus Quest, Oculus Quest 2 y Oculus Rift, desarrollado por Skydance Interactive en asociación con Skybound Entertainment. Está basada en la serie de cómics The Walking Dead de Robert Kirkman. Se lanzó inicialmente en las plataformas Steam y Oculus el 23 de enero de 2020, y para PlayStation VR en mayo de 2020. Además, el título se publicó a Oculus Quest en octubre de 2020, junto con PICO 4 en enero de 2023.
Una secuela, titulada The Walking Dead: Saints & Sinners – Chapter 2: Retribution, se lanzó para Meta Quest 2 el 1 de diciembre de 2022 y se lanzará para PlayStation VR y PlayStation VR2 en 2023.

## Jugabilidad
El jugador puede matar a los caminantes apuñalándolos en el cráneo, perforando el cerebro, también puede escalar edificios para tender emboscadas a los enemigos y atacar desde la distancia con armas arrojadizas, arcos y armas de fuego de largo alcance. Hay un reloj en la muñeca izquierda del jugador, que le notifica cuándo La Torre tocará las campanas. Una vez que suenan las campanas, se genera una horda que persigue al jugador.
Hay un sistema de elaboración lineal en la base de operaciones, donde se debe buscar diferentes elementos y recuperarlos para crear nuevos elementos o armas. Las recetas de elaboración se desbloquean actualizando las estaciones de elaboración o encontrándolas en cajas fuertes o en entregas aleatorias. Las armas pueden tener diferentes pesos que afectan la forma en que se sostiene el arma.
Un modo de juego alternativo está disponible en las plataformas y se llama The Trial. En el modo de juego, el jugador debe matar zombies para ganar "bitecoin", que puede gastar desbloqueando más suministros. En dicho modo se puede jugar en tres mapas, con dos dificultades. Los zombis pueden aparecer dentro de los mapas y pueden ser disparados o apuñalados para obtener un doble impulso de bonificación, donde disparar les da un alimento que, cuando se come, le da al jugador munición infinita y durabilidad del arma, también, usar un arma cuerpo a cuerpo obtendrá un alimento que les otorga una durabilidad infinita con una resistencia infinita.
Un modo de juego llamado "Aftershocks" se lanzó el 23 de septiembre de 2021 de forma gratuita. Está diseñado para agregar nuevo contenido final a la experiencia, incluidas nuevas misiones, elementos de la historia y amenazas.

## Trama
El juego se desarrolla en Nueva Orleans después del brote de Walker. El jugador asume el papel del Turista, que es hombre o mujer según su elección. En una fogata, Henri le cuenta al jugador la leyenda de La Reserva, un antiguo búnker militar lleno de suministros y armas. Explica que hay dos facciones que intentan tomar el control de Nueva Orleans, The Reclaimed y The Tower.
Mientras está en un barco, el Turista es rodeado por caminantes escondidos en el agua y se estrella contra un cementerio, después se encuentra a Henri colgado boca abajo y al borde de la muerte. El jugador puede hablar con él y descubrir qué pasó y luego matarlo por piedad o dejarlo morir. Después de que Henri muere, se encuentra un autobús averiado convertido en un refugio de supervivencia donde Henri estaba haciendo su investigación. En el autobús, se encuentra algo de comida, viejos códigos militares y una radio rota, que Henri estaba intentando reparar. El reproductor ya tiene una batería de automóvil y una antena, pero todavía necesita un micrófono . El jugador debe dirigirse a la primera ubicación del mapa para rescatar el objeto buscado. Tras instalarlo, se hace contacto con Casey, quien queda atrapado en la reserva debido a una inundación del búnker. El jugador acepta ayudar a Casey a salir de The Reclaimed a cambio de los valiosos objetos. Mientras habla, la conversación es interrumpida por una linterna que se enciende en el cementerio. Después de una mayor investigación por parte del jugador, se encuentra un ataúd donde una persona misteriosa ha estado recopilando información de The Tower. Después de encontrar la información y ponerla en el ataúd, el desconocido le pide al jugador que se reúna con ellos frente al patio de la iglesia. Se revela que la persona desconocida es May Benoit, una traidora buscada de The Tower. Ella le pide al jugador que recopile información para ayudarla a ella y a su grupo de protegidos. Después de obtener toda la información, May le da al jugador la clave de The Reclaimed. (Se puede matar a May para saltarse toda la historia y obtener la clave de inmediato). Casey quiere que el jugador encuentre e instale sistemas de bombeo para bombear el agua del lugar. Después de encontrar los dos primeros, el jugador viaja a una de las ubicaciones (The Bastion) y se encuentra con JB, el líder de The Reclaimed, quien le da al jugador la bomba de agua después de hablar, así como el código para controlar las bombas de agua, diciéndole al jugador para inundar toda la reserva, ya que sería mejor para todos. Después de salir del edificio en el que se encuentra JB, el jugador es detenido por Georgia, la segunda al mando de The Tower y sobrina de Mama, la líder, quien le dice al jugador que mate a JB y lo perdonarán. El jugador puede decirle a JB que The Tower está justo afuera de la puerta y luchar junto a él o matar a JB. El jugador regresa al cementerio e instala la última bomba que ilumina toda la The Reserve, mostrando a todos dónde está.
El jugador se apresura a ir a la iglesia para llegar a The Reserve, donde estalla una gran batalla. Durante la batalla, el jugador entra en la iglesia y encuentra la sala de control donde Casey les informa que algo salió mal y que el jugador tiene que inundar una habitación para salvarlo. El jugador puede inundar la sala de comunicaciones donde está atrapado Casey, matándolo e inundar la armería donde se almacenan las armas y suministros, o inundar todo. Si el jugador inunda la Armería, Casey saldrá a la iglesia. Si May todavía está viva en ese punto del juego, está tirando de una cuerda de la campana de la iglesia para enviar una horda a las facciones que están luchando. En este punto se puede  elegir matar a May, a Casey, dejar que May toque las campanas y matar a todos, matarlos a ambos o dejar que Casey la mate a ella. Después de decidir, el jugador se dirige a la The Reserve, reúne todos los suministros que quedan de la sala de comunicaciones o de la armería.

## Recepción
El juego recibió "críticas generalmente favorables" de los críticos según el agregador de reseñas del sitioweb Metacritic.
El sitioweb IGN destacó las decisiones que el jugador tiene que tomar: "El final de Saints & Sinners también depende completamente de las decisiones que tomes a lo largo de la campaña, pocas de las cuales son decididamente 'buenas' o 'malas'". Si bien criticó los elementos de supervivencia como tareas rutinarias, Destructoid elogió los aspectos de terror del título, sintiendo que hacía que el jugador considere cada acción que realiza: "Incluso un evento tan rutinario como caminar por una casa abandonada induce miedo, ya que lentamente te agarras cada manija de la puerta con la suposición de que un zombi (bien animado) podría estar mirándote". A PC Gamer le gustó la forma en que aumenta la tensión en Saints & Sinners : "Con cada día que pasa, los suministros disponibles en el mundo disminuyen, mientras que la cantidad de zombis que se mueven aumenta".
El Washington Post criticó el rendimiento del juego y afirmó: "Al jugar en una computadora i5-4690K con una tarjeta gráfica Nvidia Titan X de segunda generación, encontré muchos problemas en la velocidad de cuadros, así como fallas de audio donde el sonido bajaba". UploadVR consideró que el juego era increíblemente inmersivo debido a sus sistemas superpuestos: "El grado de control, combinado con la interacción táctil, realmente te ayuda a arraigarte en su mundo de una manera que pocos otros juegos de realidad virtual han replicado". A Road to VR le gustó el límite de tiempo presente en la mayoría de los niveles y escribió; "Es una forma inteligente y llena de ansiedad de hacerte evaluar las cosas rápidamente".
El juego fue nominado a Mejor VR/AR en los premios The Game Awards 2020, así como a Juego de realidad inmersiva del año de la Academia de Artes y Ciencias Interactivas durante la 24ª edición anual de los DICE Awards .